# Marigné-Peuton
Marigné-Peuton é uma comuna francesa na região administrativa da Pays de la Loire, no departamento de Mayenne. Estende-se por uma área de 16,61 km². Em 2010 a comuna tinha 562 habitantes (densidade: 33,8 hab./km²).